# La strada del sole/Se potesse parlare la mia chitarra
La strada del sole/Se potesse parlare la mia chitarra è il terzo 45 giri di Luca Barbarossa, pubblicato nel 1982.

## Il disco
Nel 1982 la Fonit Cetra, delusa dalle vendite inferiori alle aspettative del singolo precedente del cantautore e del primo album, fa incidere a Barbarossa un brano che, ricalcando l'arrangiamento country di Roma spogliata, ne possa bissare il successo. La strada del sole è una bella canzone, ma non allo stesso livello dell'altra, ed anche in questo caso le vendite del singolo sono deludenti, e contribuiscono alla rottura tra la Fonit Cetra e il cantautore, causando un'interruzione dell'attività di quest'ultimo per due anni, prima del paggaggio alla CBS.
Sul retro è inserita Se potesse parlare la mai chitarra, canzone tratta dall'album Luca Barbarossa, brano in stile West Coast in cui il cantautore racconta la sua vita di giovane musicista tramite il rapporto con il suo strumento.
Entrambe le canzoni sono edite dalle edizioni musicali Usignolo. Con questo disco termina anche la collaborazione tra Barbarossa e Shel Shapiro.